# Elisabetta d'Ungheria
Elisabetta d'Ungheria, o di Turingia (Sárospatak, 1207 – Marburgo, 17 novembre 1231), fu una principessa ungherese, langravia di Turingia in virtù del suo matrimonio con Ludovico IV, legata a Federico II di Svevia da lontani vincoli di parentela.
Rimasta vedova, entrò nel Terz'Ordine Francescano dedicandosi a varie opere di carità. È stata proclamata santa da papa Gregorio IX nel 1235. Fu protettrice dell'Ordine Teutonico, promuovendone la diffusione e l'azione assistenziale e caritativa.

## Biografia
Figlia di Andrea II il Gerosolimitano, re d'Ungheria, Galizia e Lodomiria, e della sua prima moglie Gertrude di Merania, nel 1211 venne promessa in sposa al primogenito del langravio di Turingia Ermanno I, per suggellare l'alleanza delle due dinastie nella lotta contro l'imperatore Ottone IV: venne inviata a Wartburg, presso la corte di Turingia, dove venne educata dalla futura suocera, Sofia di Baviera.
Essendo morto nel 1217 Ermanno, il promesso sposo, nel 1221 si unì in matrimonio a suo fratello minore Ludovico IV, detto il Santo, che aveva ereditato i domini del padre nel 1217. Dal loro matrimonio nacquero tre figli: Ermanno, Sofia (poi moglie di Enrico II di Brabante) e Gertrude, che divenne badessa del monastero premostratense di Altenberg.
L'11 settembre 1227 Ludovico IV morì ad Otranto, mentre aspettava per imbarcarsi con Federico II, suo cugino, alla volta della Terra santa, dove doveva partecipare alla sesta crociata.
La vedova, già molto attiva nelle opere di carità, si pose sotto la direzione spirituale del teologo Corrado di Marburgo: entrò nel Terz'Ordine francescano e si ritirò nell'ospedale che aveva fatto erigere nel 1228 a Marburgo, dove si dedicò alla cura dei malati fino alla morte, sopraggiunta alla giovane età di ventiquattro anni.

## Il culto

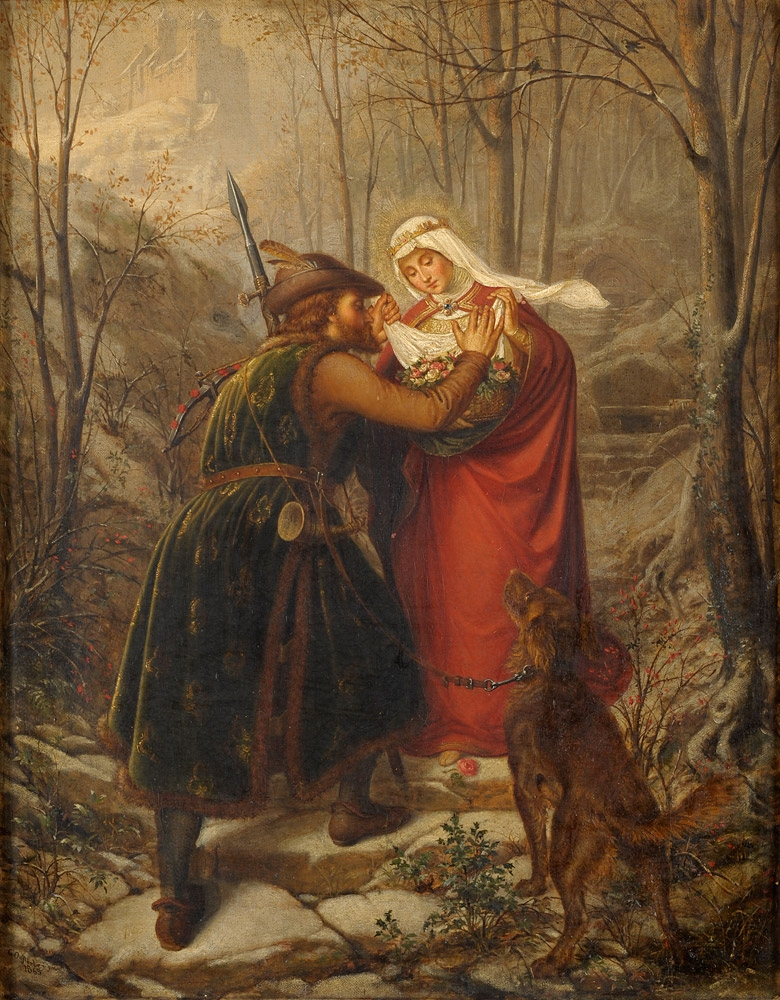
Carl Wilhelm Friedrich Oesterley, Elisabetta di Turingia, 1865

Su richiesta del cognato Corrado di Turingia (poi divenuto Gran Maestro dell'Ordine Teutonico), venne proclamata santa a Perugia da papa Gregorio IX il 27 maggio 1235 (festa della Pentecoste): la memoria liturgica della santa, fissata al 19 novembre poiché nel dies natalis della santa si ricorda San Gregorio il Taumaturgo, fu spostata nel 1969 al 17 novembre per il calendario generale romano. Nei calendari particolari in Ungheria e nell'area germanofona (Germania, Austria, Svizzera tedesca, Liechtenstein e Alto Adige) la sua festa continua ad essere celebrata il 19 novembre come pure altrove da parte di chi osserva il calendario della messa tridentina.
È patrona dei panettieri e degli ospedalieri (secondo la tradizione, si trasformarono in rose i pani che aveva nascosto nel grembiule per i poveri e gli ammalati, quando il marito le chiese di vedere cosa avesse dentro al grembiule) ed è, con san Luigi dei Francesi, patrona principale del Terzo Ordine Regolare di San Francesco e dell'Ordine Francescano Secolare. Insieme a San Giorgio, è anche patrona principale dell'Ordine Teutonico.
Secondo una documentata tradizione, per sua intercessione si sarebbero verificate tre resurrezioni, riguardanti un giovane annegato e due bambini.  
A sant'Elisabetta sono intitolate numerose comunità di terziarie francescane dedite alla cura degli ammalati presso gli ospedali sull'esempio della principessa ungherese. Tra le principali, le terziarie francescane elisabettine, le suore francescane elisabettine e le suore terziarie francescane elisabettine.

## Iconografia

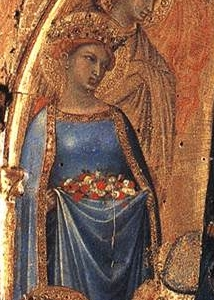
Ambrogio Lorenzetti, Elisabetta d'Ungheria, 1335-1340

Molto ripreso dall’iconografia della santa è l'episodio che narra di un giorno in cui Elisabetta, portando ai poveri del pane dentro al suo grembiule, incontrò il marito. Quando le chiese cosa nascondesse nel grembiule, Elisabetta ne lasciò le cocche e scesero, invece dei pani, magnifiche rose fresche.

## L'ottocentenario dalla nascita
Il 2007 fu proclamato Anno elisabettiano. Per tutto l'anno a Marburgo si svolsero una serie di eventi per commemorare la vita e le opere di Santa Elisabetta, culminati in un festival cittadino per celebrare gli 800 anni della sua nascita il 7 luglio 2007. Per l'occasione giunsero pellegrini da tutto il mondo, che si concluse, quella sera, con una messa speciale nella Chiesa di Santa Elisabetta.
A Eisenach debuttò un nuovo musical sulla vita della santa, Elisabeth - die Legende einer Heiligen (Elisabetta, leggenda di una santa), testo e musica di Dennis Martin e Peter Scholz, con Sabrina Weckerlin (Elisabetta), Armin Kahn (Ludovico) e Chris Murray (Corrado). Fu rappresentata per due anni a Eisenach e Marburgo.
Al compositore Caspar René Hirschfeld fu commissionato il balletto Die Heilige (La Santa), coreografie di Jutta Ebnother.
Il Terzo ordine regolare di San Francesco e l'Ordine francescano secolare, di cui Santa Elisabetta è patrona, giunsero alle celebrazioni a seguito di un biennio di studi a livello mondiale.
Le celebrazioni dell'ottocentenario iniziarono nel giorno della sua festa, 17 novembre 2007, e terminarono con il Capitolo generale dell'ordine a Budapest, nel 2008. I francescani di New York produssero un film sulla vita della santa, A Woman for Our Time: St. Elizabeth of Hungary 1207-2007, scritto e diretto da Lori Pieper

## Ascendenza
|                       |                     |                        | Genitori                                   |  |  | Nonni |  |  | Bisnonni           |  |  | Trisnonni          |  |
|                       |                     |                        |                                            |  |  |       |  |  | Géza II d'Ungheria |  |  | Béla II d'Ungheria |  |
|                       |                     |                        |                                            |  |  |       |  |  | Géza II d'Ungheria |  |  | Béla II d'Ungheria |  |
|                       |                     | Elena di Rascia        |                                            |  |  |       |  |  | Géza II d'Ungheria |  |  |                    |  |
| Béla III d'Ungheria   |                     |                        |                                            |  |  |       |  |  | Géza II d'Ungheria |  |  |                    |  |
|                       |                     | Efrosin'ja Mstislavna  | Mstislav I di Kiev                         |  |  |       |  |  |                    |  |  |                    |  |
|                       |                     | Efrosin'ja Mstislavna  | Mstislav I di Kiev                         |  |  |       |  |  |                    |  |  |                    |  |
|                       |                     | Efrosin'ja Mstislavna  | Ljubava Dmitr'evna                         |  |  |       |  |  |                    |  |  |                    |  |
| Andrea II d'Ungheria  |                     | Efrosin'ja Mstislavna  |                                            |  |  |       |  |  |                    |  |  |                    |  |
|                       |                     | Rinaldo di Châtillon   | Enrico di Châtillon                        |  |  |       |  |  |                    |  |  |                    |  |
|                       |                     | Rinaldo di Châtillon   | Enrico di Châtillon                        |  |  |       |  |  |                    |  |  |                    |  |
|                       |                     | Rinaldo di Châtillon   | Ermengarda di Montjay                      |  |  |       |  |  |                    |  |  |                    |  |
| Agnese d'Antiochia    |                     | Rinaldo di Châtillon   |                                            |  |  |       |  |  |                    |  |  |                    |  |
|                       |                     | Costanza d'Antiochia   | Boemondo II d'Antiochia                    |  |  |       |  |  |                    |  |  |                    |  |
|                       |                     | Costanza d'Antiochia   | Boemondo II d'Antiochia                    |  |  |       |  |  |                    |  |  |                    |  |
|                       |                     | Costanza d'Antiochia   | Alice di Antiochia                         |  |  |       |  |  |                    |  |  |                    |  |
| Elisabetta d'Ungheria |                     | Costanza d'Antiochia   |                                            |  |  |       |  |  |                    |  |  |                    |  |
|                       | Bertoldo I d'Istria | Bertoldo II di Andechs |                                            |  |  |       |  |  |                    |  |  |                    |  |
|                       | Bertoldo I d'Istria | Bertoldo II di Andechs |                                            |  |  |       |  |  |                    |  |  |                    |  |
|                       | Bertoldo I d'Istria | Sofia di Carniola      |                                            |  |  |       |  |  |                    |  |  |                    |  |
| Bertoldo IV d'Andechs | Bertoldo I d'Istria |                        |                                            |  |  |       |  |  |                    |  |  |                    |  |
|                       |                     | Edvige di Wittelsbach  | Ottone IV di Wittelsbach                   |  |  |       |  |  |                    |  |  |                    |  |
|                       |                     | Edvige di Wittelsbach  | Ottone IV di Wittelsbach                   |  |  |       |  |  |                    |  |  |                    |  |
|                       |                     | Edvige di Wittelsbach  | Heilika di Pettendorf-Lengenfeld-Hopfenohe |  |  |       |  |  |                    |  |  |                    |  |
| Gertrude di Merania   |                     | Edvige di Wittelsbach  |                                            |  |  |       |  |  |                    |  |  |                    |  |
|                       |                     | Dedi III di Lusazia    | Corrado di Meißen                          |  |  |       |  |  |                    |  |  |                    |  |
|                       |                     | Dedi III di Lusazia    | Corrado di Meißen                          |  |  |       |  |  |                    |  |  |                    |  |
|                       |                     | Dedi III di Lusazia    | Luitgarda di Ravenstein                    |  |  |       |  |  |                    |  |  |                    |  |
| Agnese di Rochlitz    |                     | Dedi III di Lusazia    |                                            |  |  |       |  |  |                    |  |  |                    |  |
|                       |                     | Matilde di Heinsberg   | Goswin II di Heinsberg                     |  |  |       |  |  |                    |  |  |                    |  |
|                       |                     | Matilde di Heinsberg   | Goswin II di Heinsberg                     |  |  |       |  |  |                    |  |  |                    |  |
|                       |                     | Matilde di Heinsberg   | Adelaide di Sommerschenburg                |  |  |       |  |  |                    |  |  |                    |  |
|                       |                     | Matilde di Heinsberg   |                                            |  |  |       |  |  |                    |  |  |                    |  |